# Nijhuizum
Nijhuizum (Fries: Nijhuzum) is een dorp in de gemeente Súdwest-Fryslân, in de Nederlandse provincie Friesland. Nijhuizum ligt tussen Workum en de Vlakke Brekken aan de Nijhuizumervaart. Ten zuiden van Nijhuizum ligt de Lange Vliet.
In 2023 telde het dorp 60 inwoners. Nijhuizum is een langgerekt lintdorp met enkele grote melkveehouderijen. Het dorp is slechts via de Nijhuzumerdijk te bereiken. Nijhuizum wordt door het kadaster aangemerkt als buurtschap.

## Geschiedenis
Het grondgebied van Nijhuizum was vroeger groter. Door de vloed van 1570 is de Vlakke Brekken ontstaan. Dit gebied was vanaf 800 in cultuur gebracht en deels ontwaterd.
In 1449 werd de plaats geschreven als Nyahusen, in 1482 als Nyhusum, in 1496 als Nyehusum en in 1505 als Nyehuysum. De plaatsnaam betekent letterlijk 'bij de nieuwe huizen'.
Tot de gemeentelijke herindeling in 1984 maakte Nijhuizum deel uit van de gemeente Wymbritseradeel. Eind twintigste eeuw werd de gemeentegrens van Wymbritseradeel en daarmee de dorpsgrens van Nijhuizum verlegd naar de loop van de spoorlijn. Na de herindeling lag het dorp in de gemeente Nijefurd. In 2011 is die gemeente opgegaan in de gemeente Súdwest-Fryslân.

## Kerk
De kerk van Nijhuizum is een hervormde kerk uit de 19e eeuw. De gesloten zaalkerk heeft een rode houten geveltoren met ingesnoerde spits. Alleen tijdens de zomer worden er diensten gehouden.

## Molen

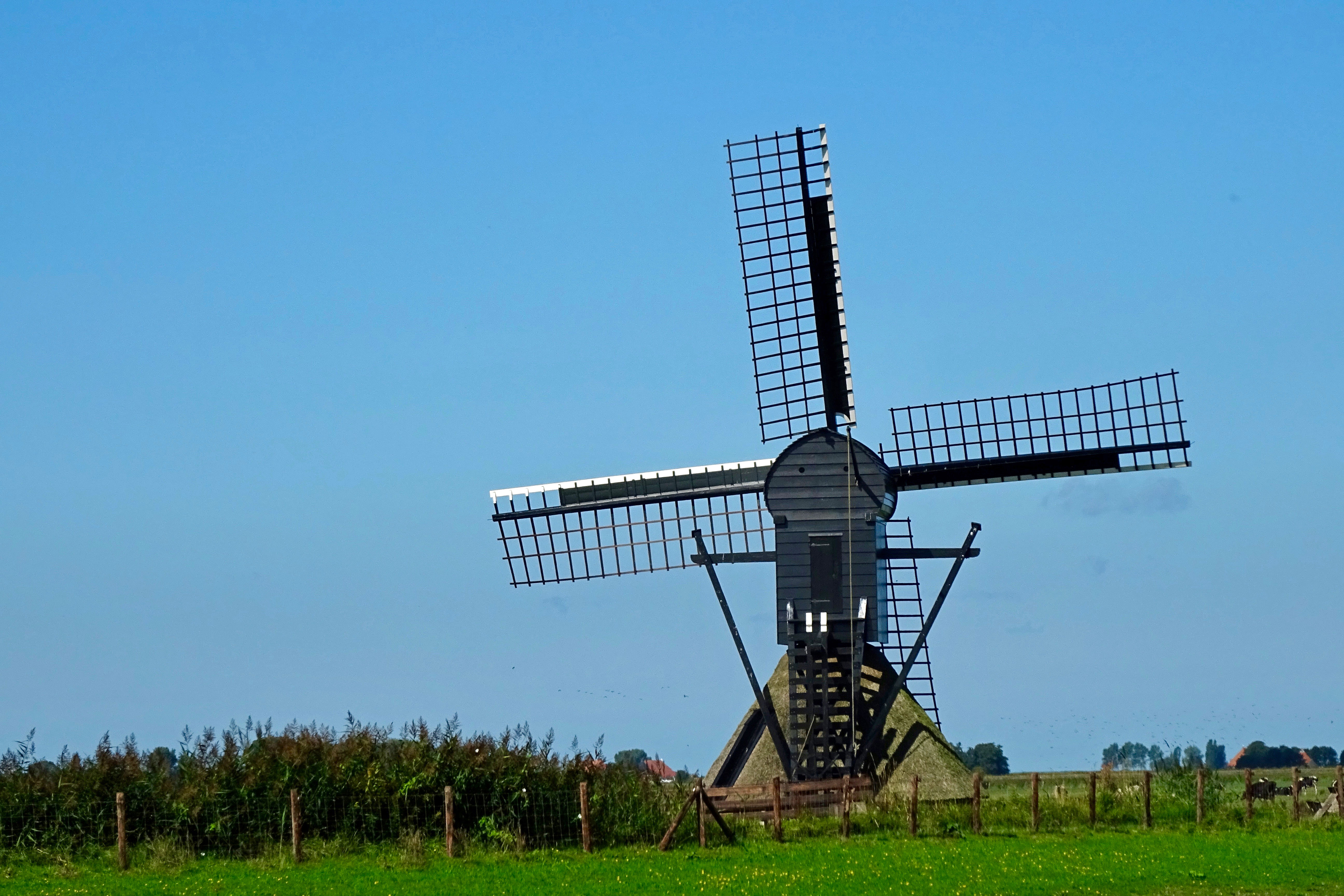
Monnikenburenmolen

Ten noorden van Nijhuizum staat het rijksmonument de Monnikenburenmolen. Deze spinnenkopmolen die in 2008 geheel werd gerestaureerd, wordt ook wel de Nijhuizumermolen genoemd. Vrijwel elke zaterdag is de molen te bezoeken.

## Treinstation
Van 1883 tot en met 1934 had het dorp een stopplaats (station Nijhuizum) aan de spoorlijn tussen Leeuwarden en Sneek.

## Toerisme

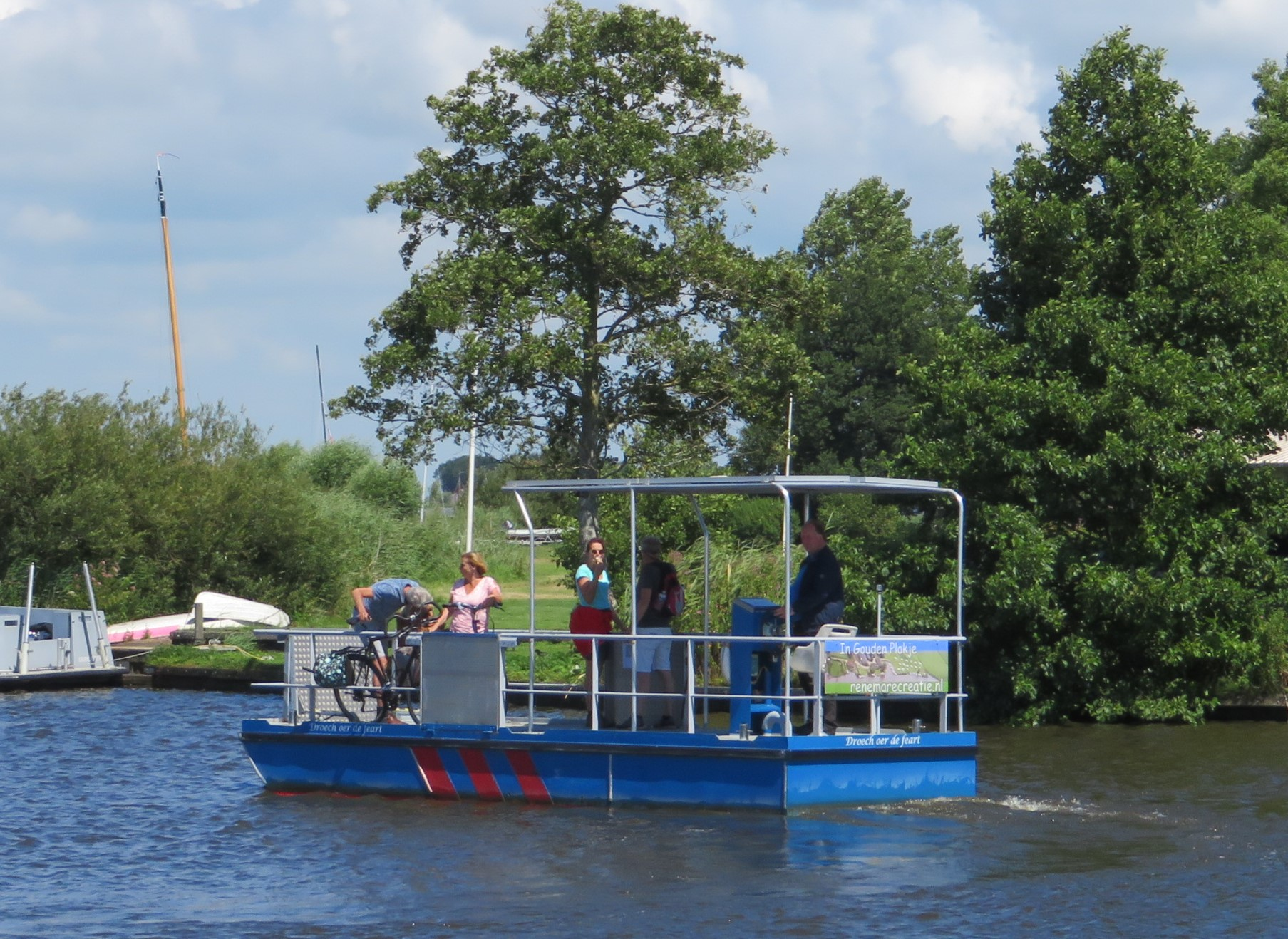
Het fiets- en voetveer

Het dorp heeft een kleine aanleghaven. Ten oosten van het dorp bevindt zich een fiets- en voetveer over De Grons naar Kleine Gaastmeer. In het dorp zijn twee kleine campings.

## Sport
Het dorp heeft alleen een biljartclub.

## Bevolkingsontwikkeling
| 1999 | 2002 | 2003 | 2004 | 2005 | 2007 | 2008 | 2018 | 2019 | 2021 | 2023 |
| ---- | ---- | ---- | ---- | ---- | ---- | ---- | ---- | ---- | ---- | ---- |
| 53   | 47   | 49   | 40   | 37   | 32   | 34   | 55   | 50   | 55   | 60   |